# Supha Sangaworawong
Supha Sangaworawong (ศุภ สง่าวรวงศ์; antigo nome: Ravipon Sangaworawong (รวิพล สง่าวรวงศ์)), amplamente conhecido como Est (เอส), (nascido em 19 de maio de 2001) é um ator tailandês e nadador competitivo que representa a seleção nacional tailandesa.
Nos 32º Jogos do Sudeste Asiático em 2023, Supha ajudou a Tailândia a quebrar dois recordes nacionais de natação. No revezamento 4×200m estilo livre, a equipe terminou com um tempo de 7 minutos e 30,83 segundos. No revezamento 4×100m estilo livre, eles terminaram com um tempo de 3 minutos e 21,69 segundos.

## Início da vida e educação
Supha nasceu e foi criado em Banguecoque. Ele completou o ensino médio na British International School, Phuket e se formou no Bangkok Christian College para o ensino médio. Supha mais tarde cursou o ensino superior na Universidade de Chulalongkorn, onde se formou em Relações Públicas pela Faculdade de Artes da Comunicação.

## Carreira de ator
Em 2020, Est fez sua estreia como ator na televisão como personagem coadjuvante na série BL Love by Chance 2: A Chance to Love. Em 2023, ele desempenhou papéis coadjuvantes nas séries Get Rich e Naughty Babe. Nesse mesmo ano, Est foi contratado como artista pela agência de produção e talentos GMMTV.
Em 2024, Est conseguiu seu primeiro papel principal como Po na série ThamePo Heart That Skips a Beat.

## Carreira de natação

### Competição[5]
| Data                   | Competição                                          | Evento                          | Tempo                        |
| ---------------------- | --------------------------------------------------- | ------------------------------- | ---------------------------- |
| 29 de setembro de 2023 | 19º Jogos Asiáticos                                 | 50m borboleta                   | 00:25.17                     |
| 11 de maio de 2023     | 32º Jogos do Sudeste Asiático                       | 50m estilo livre                | 00:23.33                     |
| 11 de maio de 2023     | 32º Jogos do Sudeste Asiático                       | 50m borboleta                   | 00:24.87                     |
| 10 de maio de 2023     | 32º Jogos do Sudeste Asiático                       | 4×100m revezamento estilo livre | 03:21.69 (recorde tailandês) |
| 7 de maio de 2023      | 32º Jogos do Sudeste Asiático                       | 4×200m revezamento estilo livre | 07:30.83 (recorde tailandês) |
| 10 de abril de 2022    | Campeonato de Natação por Faixa Etária da Tailândia | 400m estilo livre               | 04:03.26                     |
| 25 de outubro de 2020  | Campeonato de Natação da Tailândia 2020             | 100m estilo livre               | 00:51.09                     |
| 25 de outubro de 2020  | Campeonato de Natação da Tailândia 2020             | 200m estilo livre               | 01:51.86                     |

## Filmografia

### Séries de televisão
| Ano  | Título                             | Personagem           | Notas            | Canal        |
| ---- | ---------------------------------- | -------------------- | ---------------- | ------------ |
| 2020 | Love by Chance 2: A Chance to Love | Gonhin               | Papel recorrente | WeTV         |
| 2023 | Get Rich                           | Bom                  | Papel recorrente | Viu          |
| 2023 | Naughty Babe                       | On                   | Papel recorrente | iQiyi, One31 |
| 2024 | Beauty Newbie                      | Note                 | Papel recorrente | GMMTV        |
| 2024 | High School Frenemy                | Tew                  | Papel recorrente | GMMTV        |
| 2024 | ThamePo Heart That Skips a Beat    | "Po" Pawat Nuenganan | Papel principal  | GMMTV        |
| TBA  | Me and Thee                        |                      | Papel recorrente | GMMTV        |